# Wilhelm von Hantelmann
Kurt Georg Wilhelm von Hantelmann (* 7. Oktober 1836 in Braunschweig; † 28. Januar 1916 ebenda) war ein preußischer Generalleutnant.

## Leben

### Herkunft
Wilhelm war ein Sohn des braunschweigischen Kammerherrn und Finanzdirektors Theodor von Hantelmann (1798–1884) und dessen Ehefrau Sophie, geborene Bierbaum (1810–1875). Sein älterer Bruder Otto (1835–1905) wurde braunschweigisch-oelscher Kammerherr und Kammerpräsident. 

### Militärkarriere
Hantelmann besuchte das Collegium Carolinum in seiner Heimatstadt. Anschließend studierte er in Göttingen, Heidelberg sowie in Berlin. Am 1. April 1854 trat er als Einjährig-Freiwilliger in das Braunschweigische Infanterie-Regiment ein und wurde nach seiner Dienstzeit zur Reserve entlassen. Ende August 1858 avancierte er zum Sekondeleutnant der Landwehr und begann mit diesem Dienstgrad am 28. Juni 1860 seine aktive Militärlaufbahn. Seit Ende November 1862 Bataillonsadjutant, nahm Hantelmann 1866 während des Deutschen Krieges an der Seite Preußens am Mainfeldzug gegen die Süddeutschen Staaten teil.
Nach dem Krieg wechselte Hantelmann am 3. Oktober 1869 unter Beförderung zum Premierleutnant die Waffengattung und wurde mit einem Patent vom 26. November 1865 zum Husaren-Regiment versetzt. Zu Beginn des Krieges gegen Frankreich stieg er zum Rittmeister und Eskadronchef auf. Hantelmann führte seine Eskadron bei Spichern, Thionville und Mars-la-Tour sowie vor Metz und Paris. Für sein Wirken erhielt er das Eiserne Kreuz II. Klasse und das Ritterkreuz des Ordens Heinrichs des Löwen mit Schwertern. Hantelmann rückte Mitte Dezember 1880 zum Major auf und nahm am 7. Mai 1883 zwecks Übertritt in die Preußische Armee seinen Abschied.
Dort wurde er kurz darauf am 15. Mai 1883 als aggregiert beim 1. Schlesischen Dragoner-Regiment Nr. 4 in Lüben angestellt und am 16. August 1883 als etatmäßiger Stabsoffizier einrangiert. Nachdem man ihn am 8. März 1887 mit der Führung des Rheinischen Dragoner-Regiments Nr. 5 in Hofgeismar beauftragt hatte, wurde er am 7. Juli 1887 zum Kommandeur dieses Verbandes ernannt und avancierte bis Ende März 1890 zum Oberst. Unter Stellung à la suite seines Regiments wurde Hantelmann am 29. Juni 1891 mit der Führung der in Metz stationierte 33. Kavallerie-Brigade beauftragt. Am 3. November 1891 erfolgte seine Ernennung zum Brigadekommandeur und am 17. Juni 1893 die Beförderung zum Generalmajor. Anlässlich des Ordensfestes im Januar 1895 würdigte man ihn mit dem Roter Adlerorden II. Klasse mit Eichenlaub. In Genehmigung seines Abschiedsgesuches wurde er am 13. Mai 1895 mit Pension zur Disposition  gestellt.
Nach seiner Verabschiedung verlieh ihm Kaiser Wilhelm II. aus Anlass des 100. Geburtstages von Wilhelm I. am 22. März 1897 den Charakter als Generalleutnant.

### Familie
Hantelmann hatte sich am 24. September 1872 in Bilderlahe mit Marie Degener (* 1849) verheiratet. Aus der Ehe gingen die Söhne Adolf (1875–1916), Paul (* 1878) und Erich (* 1880) hervor.